# Blizawy
Blizawy – osada kociewska w Polsce położona w województwie kujawsko-pomorskim, w powiecie świeckim, w gminie Warlubie, przy trasie drogi wojewódzkiej nr 214.
W latach 1975–1998 miejscowość należała administracyjnie do województwa bydgoskiego.
We wsi rośnie lipa szerokolistna o obwodzie 409 cm uznana za pomnik przyrody w 1995 roku.